# Fabrice Ougier
Fabrice Ougier (* 26. Juli 1971 in Chambéry) ist ein ehemaliger französischer Freestyle-Skier. Er startete in den Buckelpisten-Disziplinen Moguls und Dual Moguls.

## Werdegang
Ougier startete im Dezember 1988 in Tignes erstmals im Weltcup und errang dabei den 38. Platz im Moguls. In den folgenden Jahren kam er in der Saison 1989/90 mit fünf Top-Zehn-Platzierungen auf den 30. Platz im Gesamtweltcup sowie auf den neunten Rang im Moguls-Weltcup, in der Saison 1990/91 mit drei Top-Zehn-Platzierungen auf den 30. Platz im Gesamtweltcup sowie auf den 13. Rang im Moguls-Weltcup und in der Saison 1994/95 mit sechs Top-Zehn-Platzierungen auf den 26. Platz im Gesamtweltcup sowie auf den neunten Rang im Moguls-Weltcup. Zudem erreichte er in der Saison 1992/93 in La Clusaz mit dem dritten Platz im Moguls seine erste Podestplatzierung und zum Saisonende den 40. Platz im Gesamtweltcup sowie den 11. Rang im Moguls-Weltcup. Nach zwei dritten Plätzen im Moguls zu Beginn der Saison 1995/96, kam er zehnmal unter den ersten Zehn, darunter je einen zweiten sowie dritten Platz und erreichte zum Saisonende mit dem zehnten Platz im Gesamtweltcup, mit dem sechsten Rang im Dual-Moguls-Weltcup sowie mit dem dritten Platz im Moguls-Weltcup seine besten Gesamtergebnisse. In der Saison 1996/97 nahm er an 13 Weltcups teil und fuhr elfmal in die Top Zehn. Dabei wurde er im Moguls in Lake Placid sowie im Hundfjället im Dual Moguls jeweils Dritter und holte im Dual Moguls in Meiringen-Hasliberg seinen ersten Weltcupsieg. Beim Saisonhöhepunkt, den Weltmeisterschaften 1997 im Iizuna Kōgen Sukī-jō, wurde er Vierter im Moguls. Die Saison beendete er auf dem 19. Platz im Gesamtweltcup, auf dem siebten Rang im Moguls-Weltcup und auf dem sechsten Platz im Dual-Moguls-Weltcup. In seiner letzten Saison als aktiver Sportler 1997/98 errang er nach Platz sieben im Moguls in Tignes, dort den dritten Platz im Dual Moguls und in La Plagne den zweiten Platz im Moguls. Bei den Olympischen Winterspielen 1998 in Nagano wurde er Zwölfter im Moguls. Zudem Saisonende holte er im Dual Moguls in Châtel seinen zweiten Weltcupsieg und in Altenmarkt-Zauchensee den zweiten Platz im Moguls. Abschließend erreichte er den 27. Platz im Gesamtweltcup, den siebten Rang im Moguls-Weltcup und den vierten Platz im Dual-Moguls-Weltcup.

## Erfolge

### Olympische Spiele
- 1998 Nagano: 12. Platz Moguls

### Weltmeisterschaften
- 1997 Iizuna Kōgen: 4. Platz Moguls

### Weltcupsiege
Ougier nahm an 100 Weltcups teil und erreichte 54 Top-Zehn-Platzierungen sowie 12 Podestplatzierungen.
| Datum            | Ort                 | Land       | Disziplin   |
| ---------------- | ------------------- | ---------- | ----------- |
| 28. Februar 1997 | Meiringen-Hasliberg | Schweiz    | Dual Moguls |
| 2. März 1998     | Châtel              | Frankreich | Dual Moguls |

### Weltcup-Gesamtplatzierungen
| Saison  | Gesamt | Gesamt | Moguls | Moguls | Dual Moguls | Dual Moguls |
| Saison  | Punkte | Platz  | Punkte | Platz  | Punkte      | Platz       |
| ------- | ------ | ------ | ------ | ------ | ----------- | ----------- |
| 1988/89 | 1      | 109.   | 10     | 43.    | –           | –           |
| 1989/90 | 18     | 30.    | 107    | 9.     | –           | –           |
| 1990/91 | 15     | 39.    | 119    | 13.    | –           | –           |
| 1991/92 | 10     | 57.    | 81     | 20.    | –           | –           |
| 1992/93 | 55     | 40.    | 492    | 11.    | –           | –           |
| 1993/94 | 42     | 54.    | 332    | 16.    | –           | –           |
| 1994/95 | 71     | 26.    | 496    | 9.     | –           | –           |
| 1995/96 | 90     | 10.    | 716    | 3.     | 132         | 6.          |
| 1996/97 | 74     | 19.    | 372    | 7.     | 308         | 6.          |
| 1997/98 | 66     | 27.    | 396    | 7.     | 300         | 4.          |